# Opius similoides
Opius similoides är en stekelart som beskrevs av Fischer 1962. Opius similoides ingår i släktet Opius och familjen bracksteklar. Inga underarter finns listade i Catalogue of Life.